# Condado de Calhoun (Virginia Occidental)
El condado de Calhoun (en inglés: Calhoun County), fundado en 1856, es uno de los 55 condados del estado estadounidense de Virginia Occidental. En el año 2000 tenía una población de 7.582 habitantes con una densidad poblacional de 10 personas por km². La sede del condado es Grantsville.

## Geografía
Según la Oficina del Censo, el condado tiene un área total de 728 km² (281,1 mi²), de la cual 728 km² (281,1 mi²) es tierra y 0 km² (0 mi²) (0.01%) es agua.

### Condados adyacentes
- Condado de Ritchie - norte
- Condado de Gilmer - este
- Condado de Braxton - sureste
- Condado de Clay - sur
- Condado de Roane - oeste
- Condado de Wirt - noroeste

### Carreteras
- U.S. Highway 33/U.S. Highway 119
- Ruta de Virginia Occidental 5
- Ruta de Virginia Occidental 16

## Demografía
En el 2000 la renta per cápita promedia del condado era de $21,578, y el ingreso promedio para una familia era de $26,701. En 2000 los hombres tenían un ingreso per cápita de $25,609 versus $14,304 para las mujeres. El ingreso per cápita para el condado era de $11,491. Alrededor del 25.10% de la población estaba bajo el umbral de pobreza nacional.

## Comunidades

### Comunidades incorporadas
- Grantsville

### Comunidades no incorporadas
| - Adam - Altizer - Annamoriah - Arnoldsburg - Ayers - Beech - Big Springs | - Bigbend - Cabot Station - Chloe - Cremo - Dodrill - Douglas - Euclid | - Five Forks - Freed - Hathaway - Hattie - Henrietta - Hur - Joker | - Leatherbark - Liberty Hill - Millstone - Milo - Minnora - Mount Zion - Mudfork | - Nicut - Nobe - Oka - Orma - Pink - Pleasant Hill - Purdy | - Rhoda - Richardson - Russet - Sand Ridge - Stinson - Sycamore - White Pine |